# 2002 au Nunavut
Chronologie du Nunavut
- 1998
- 1999
- 2000
- 2001
- 2002
- 2003
- 2004
- 2005
- 2006

Cette page concerne des événements d'actualité qui se sont produits durant l'année 2002 dans le territoire canadien du Nunavut.

## Politique
- Premier ministre : Paul Okalik
- Commissaire : Peter Irniq (en)
- Législature : 1er législature (en)

## Événements

Le drapeau de la communauté francophone des Franco-nunavois du Nunavut au Canada.

- Adoption du drapeau franco-nunavois qui devient le symbole du peuple des francophones du territoire.
- Iqaluit, avec Nuuk, au Groenland, sont co-hôtes à la première organisation des Jeux d'hiver de l'Arctique; les Jeux Arena a été construit d'Iqaluit pour l'événement.
- Mise sur pied de la garderie Les Petits Nanooks[1].
- 12 avril : première du film Atanarjuat, mettant en vedette Natar Ungalaaq, Sylvia Ivalu, Peter-Henry Arnatsiaq, Lucy Tulugarjuk (en) et Madeline Ivalu (en). Ce film décrit comme le premier film inuktitut au Canada et le premier du Nunavut.

## Décès
- 30 avril : Goo Arlooktoo, premier ministre des Territoires du Nord-Ouest par intérim.